# Léogâne (gemeente)
Léogâne (Kreyòl: Leyogàn) is een stad en gemeente in Haïti met 200.000 inwoners. De plaats ligt aan de kust van het schiereiland Tiburon, 29 km ten westen van de hoofdstad Port-au-Prince. Het is de hoofdplaats van het arrondissement het gelijknamige arrondissement in het departement Ouest.
Léogâne heeft als bijnaam "Stad van de Koningin" (Cité de la Reine). Er vindt een soort carnaval plaats dat Rara heet. Het bijzondere is dat deze begint op de dag voor Aswoensdag, en doorgaat tot Tweede Paasdag, tijdens de Vastentijd dus.
Zowel in het dorp als in de omgeving zijn er veel vodoutempels. In de buurt van Léogâne is een natuurlijke grot.

## Geschiedenis
In de tijd van de Taíno was op de plek van Léogâne de hoofdstad van het cacicazgo Xaragua, dat geregeerd werd door Caonabo en later door zijn zuster Anacaona.

## Economie
Het suikerriet is de belangrijkste bron van inkomsten. Deze wordt onder andere verwerkt tot siroop. Ook maakt men hiervan een likeur met de naam tafia. Verder wordt er tabak en koffie verbouwd.

## Indeling
De gemeente bestaat uit de volgende sections communales:
| Nr. | Naam           | Km²   | Inw.2015 |
| --- | -------------- | ----- | -------- |
| 1   | Dessources     | 38,42 | 107.859  |
| 2   | Petite Rivière | 38,69 | 43.625   |
| 3   | Grande Rivère  | 38,35 | 14.873   |
| 4   | Fond de Boudin | 28,91 | 12.797   |
| 5   | Palmiste à Vin | 40,86 | 4.506    |
| 6   | Orangers       | 20,23 | 1.474    |
| 7   | Parques        | 23,50 | 1.640    |
| 8   | Beauséjour     | 24,27 | 1.616    |
| 9   | Citronniers    | 19.55 | 1.257    |
| 10  | Fond d'Oie     | 35,46 | 3.161    |
| 11  | Gros Morne     | 29,67 | 2.587    |
| 12  | Cormiers       | 27,12 | 2.146    |
| 13  | Petit Harpon   | 20,20 | 2.272    |

## Aardbeving
Het hypocentrum van de zware aardbeving van 12 januari 2010 bevond zich ongeveer 13 km onder Léogâne. Meer dan 5.000 inwoners van de gemeente zijn omgekomen door de aardbeving.

## Geboren in Léogâne
- Coupé Cloué (1925), zanger
- Jean-Jacques Pierre (1981), voetballer